# 판금

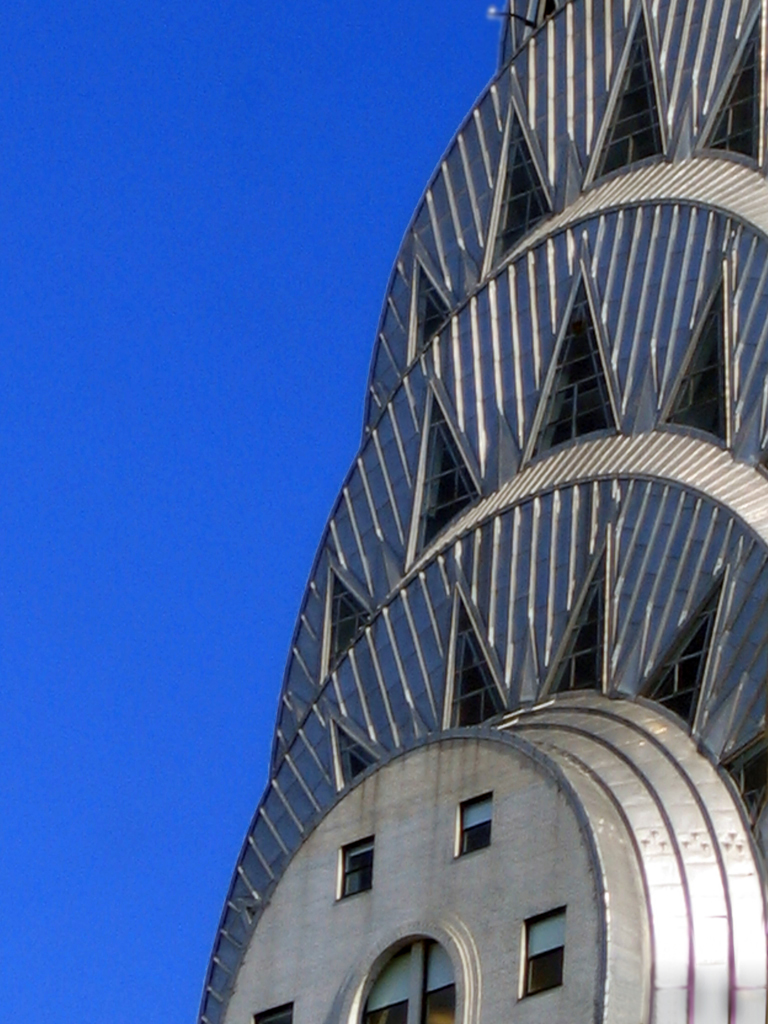
크라이슬러 빌딩을 덮는 니로스타 스테인리스강 판

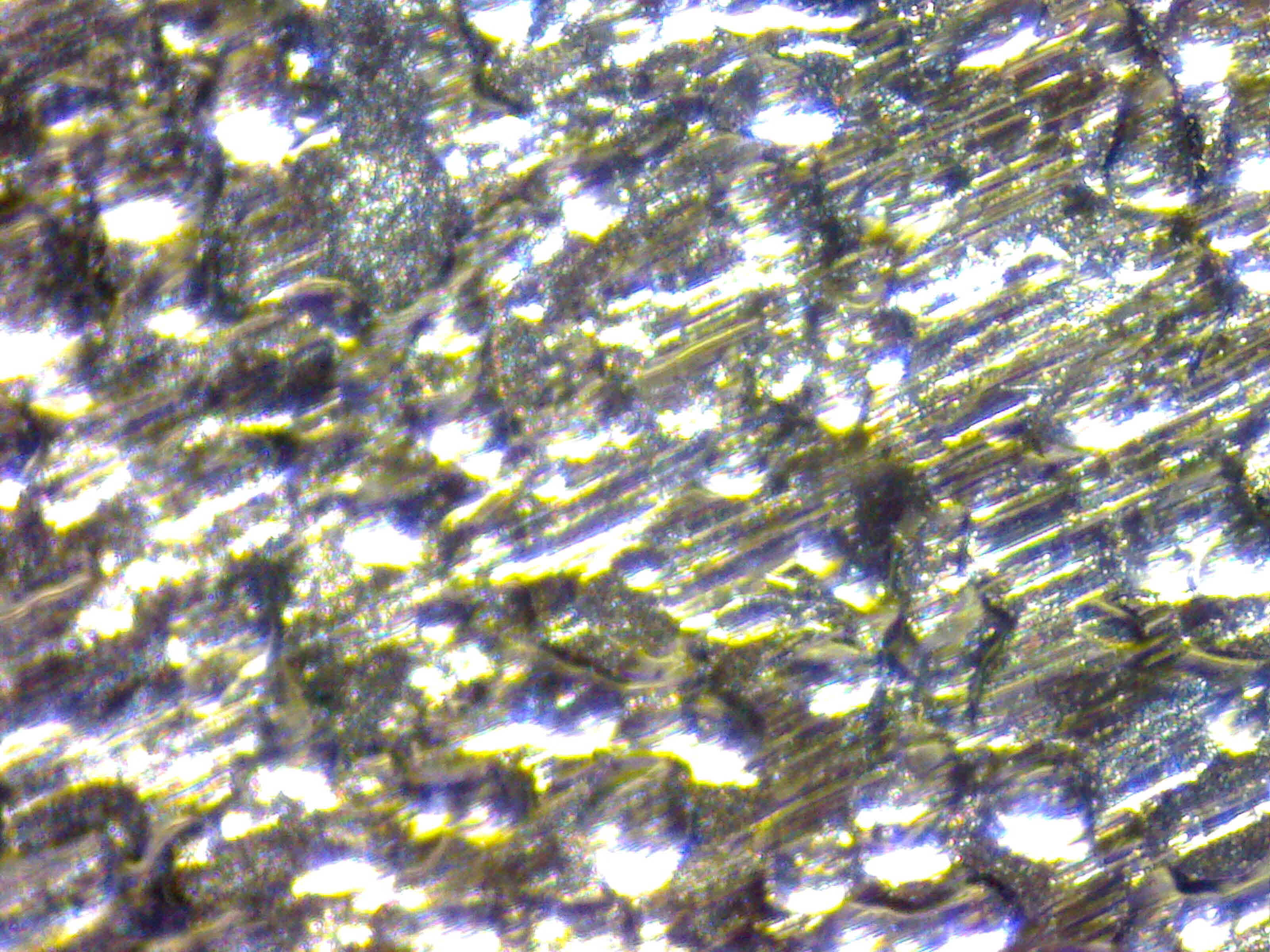
연강 판금 현미경 클로즈업

판금(板金)이란, 공업 공정으로 얇고 평평한 조각으로 이루어진 금속이다. 판금은 금속가공에 사용되는 기본 형태 중 하나로, 다양한 모양으로 절단 및 구부릴 수 있다. 무수한 일상의 물건들이 판금으로 만들어진다. 두께는 크게 다를 수 있다. 매우 얇은 시트는 박 또는 잎으로 간주되며, 6mm(0.25인치)보다 두꺼운 시트는 강재 또는 "구조용 강철"로 간주된다.
판금은 편평한 조각 또는 코일형 스트립으로 제공된다. 코일은 연속 금속판을 롤 슬리터에 통과시켜 형성된다.
대부분의 세계에서는 판금 두께가 밀리미터 단위로 일관되게 규정되어 있다. 미국에서 판금 두께는 일반적으로 게이지로 알려진 전통적인 비선형 측정으로 지정된다. 게이지 번호가 클수록 금속이 얇아진다. 일반적으로 사용되는 강판 금속의 범위는 30게이지에서 약 7게이지이다. 측정값은 철(철기) 금속과 알루미늄이나 구리 등의 비철 금속에 따라 다르다. 예를 들어 구리 두께는 온스로 측정되며, 1평방피트의 면적에 포함된 구리 무게를 나타낸다. 이상적인 결과를 얻으려면 판금으로 제조된 부품은 균일한 두께를 유지해야 한다.
판금에는 알루미늄, 황동, 구리, 강철, 주석, 니켈 및 티타늄과 같은 많은 다른 금속들이 있다. 장식용으로 중요한 판금에는 은, 금, 백금이 있다(백금 판금은 촉매로도 사용된다).
판금은 자동차 및 트럭 차체, 비행기 동체와 날개, 의료 테이블, 건물 지붕(건축) 및 기타 많은 용도에 사용된다. 철판 및 기타 자기 투과성이 높은 재료(일명 적층강 코어)는 변압기 및 전기 기계에서 사용된다. 역사적으로 판금 사용은 기병들이 착용한 판금 갑옷에서 중요했으며, 판금은 마구를 비롯한 장식적인 용도로 계속 사용되고 있다. 판금 작업자는 주석 지붕을 설치할 때 패널 이음매의 해머링에서 파생된 이름인 "주석 바셔"(또는 "주석 노커")로도 알려져 있다.

## 고정 장치
판금에서 일반적으로 사용되는 고정 장치에는 클레코, 리벳 및 판금 나사가 있다.